# Список дипломатических миссий Камбоджи

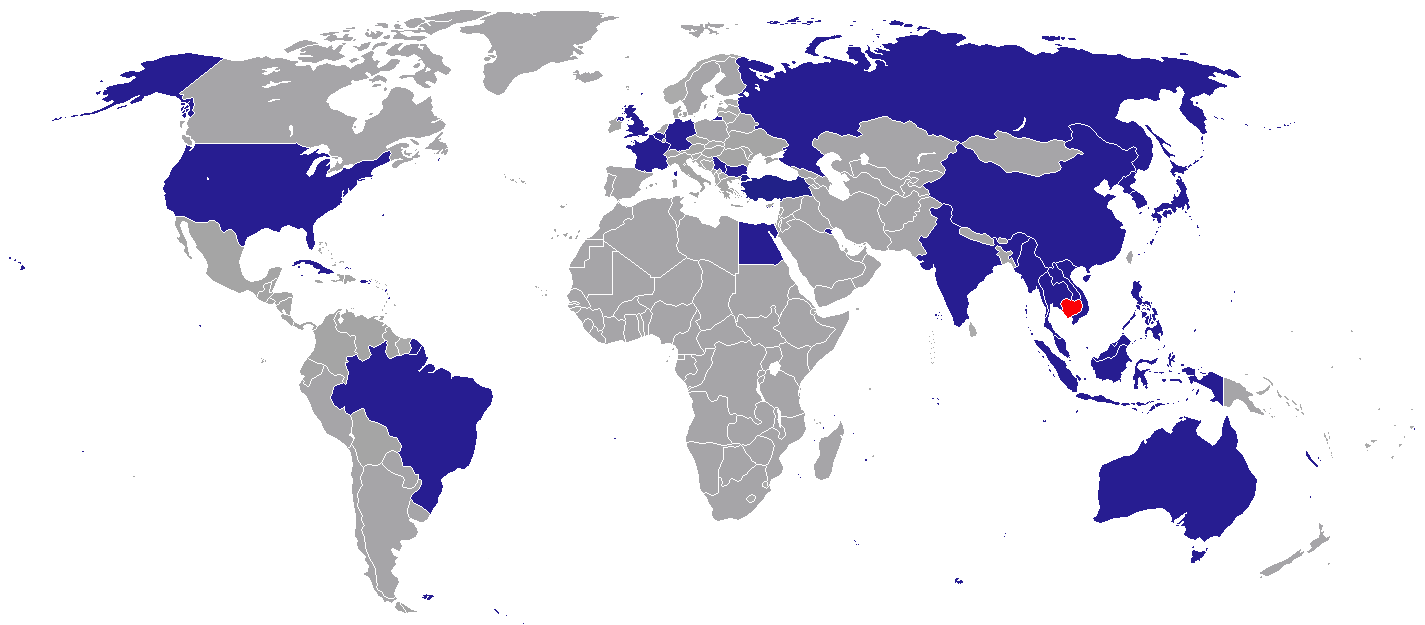
Дипломатические миссии Камбоджи

Список дипломатических миссий Камбоджи — перечень дипломатических миссий (посольств) и генеральных консульств Камбоджи в странах мира.

## Европа

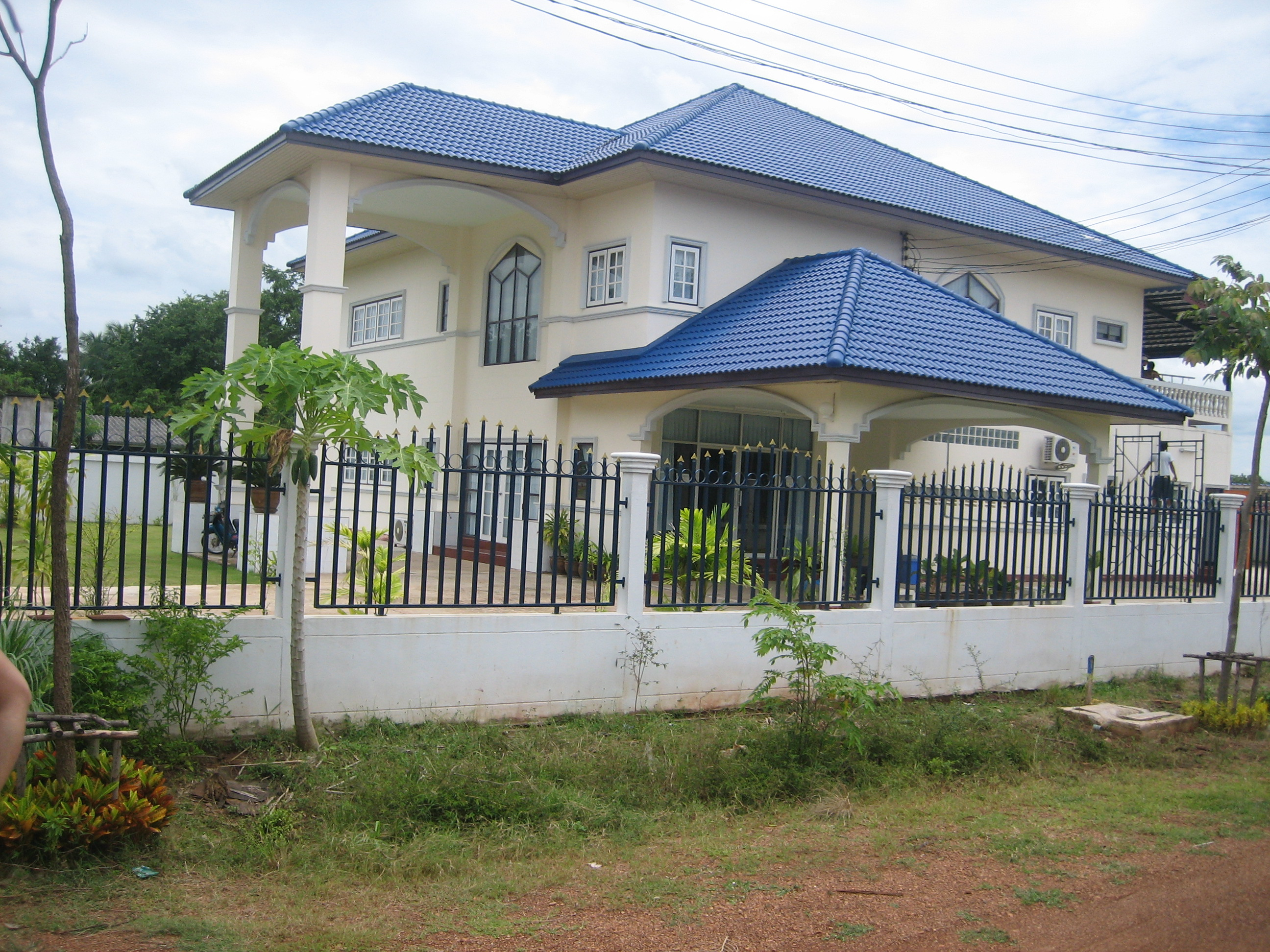
Консульство Камбоджи в Араньяпратхете

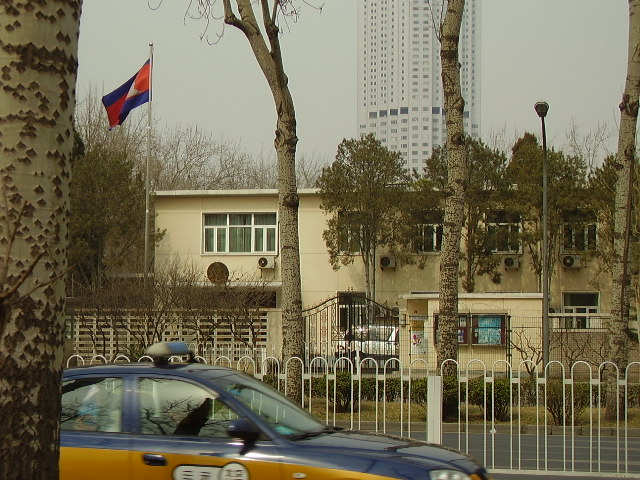
Посольство Камбоджи в Пекине

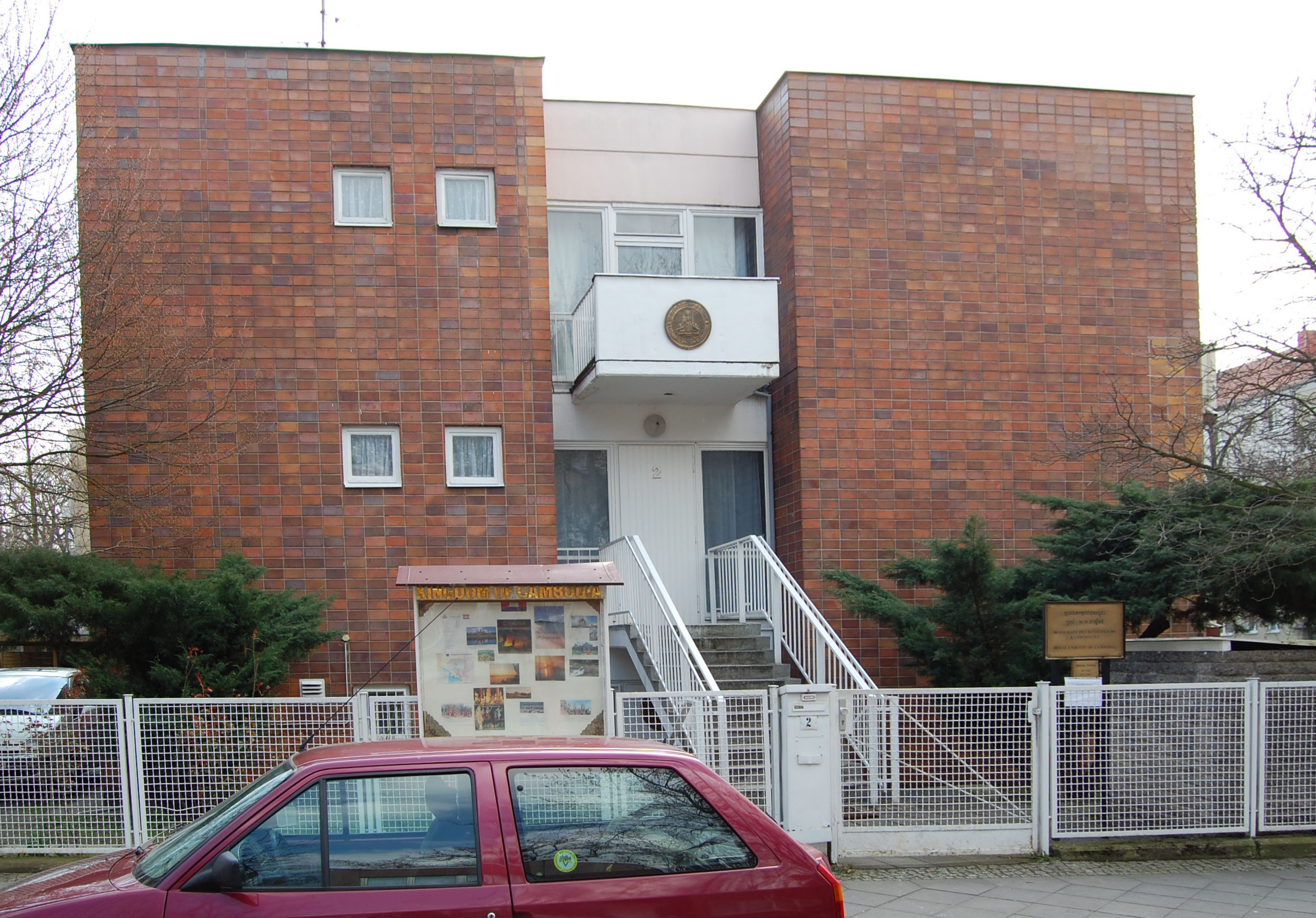
Посольство Камбоджи в Берлине

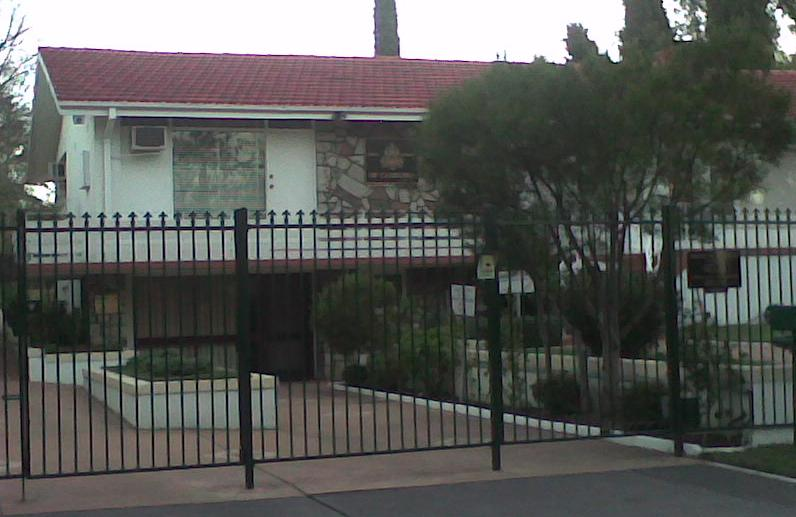
Посольство Камбоджи в Канберре

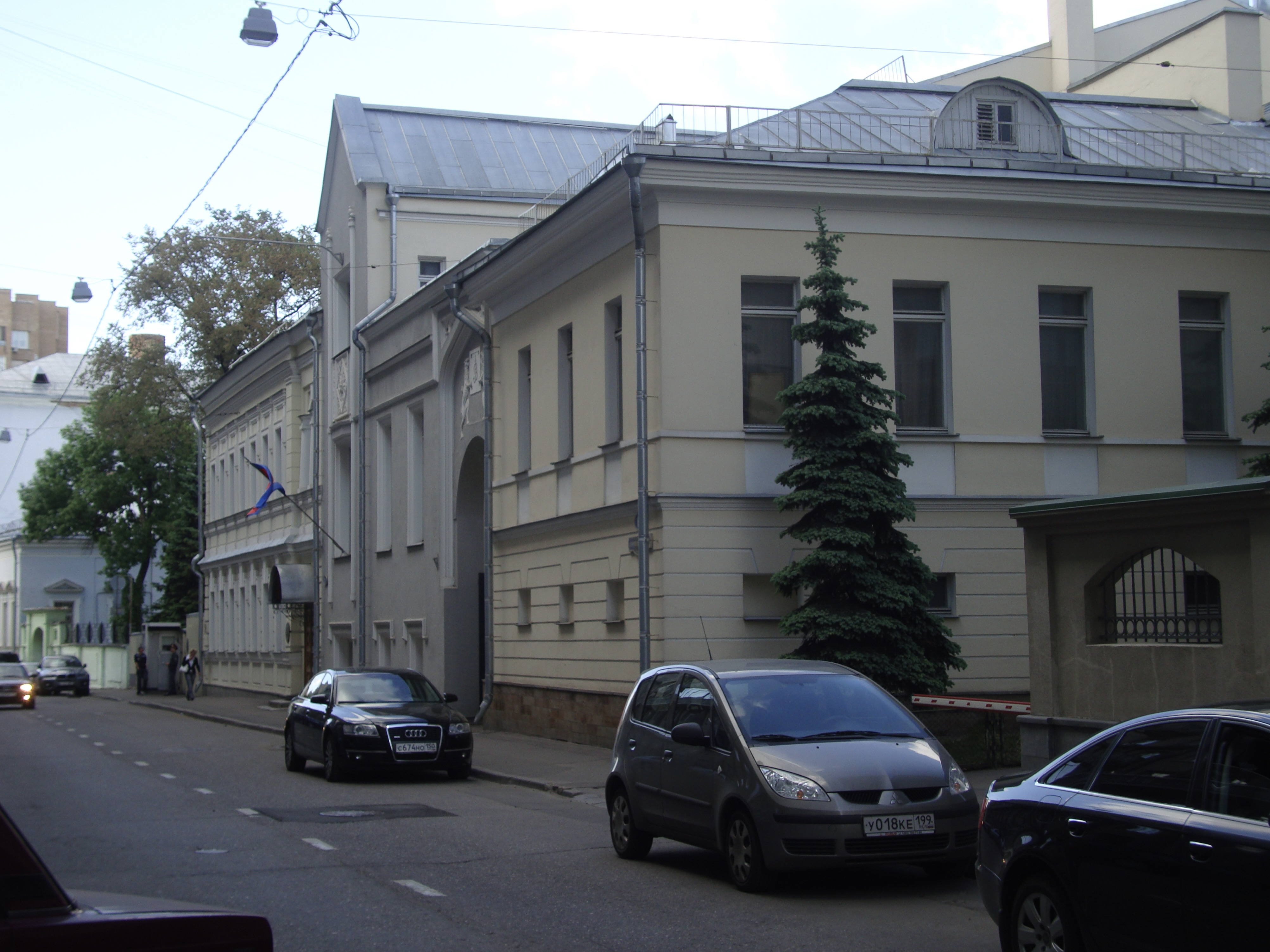
Посольство Камбоджи в Москве

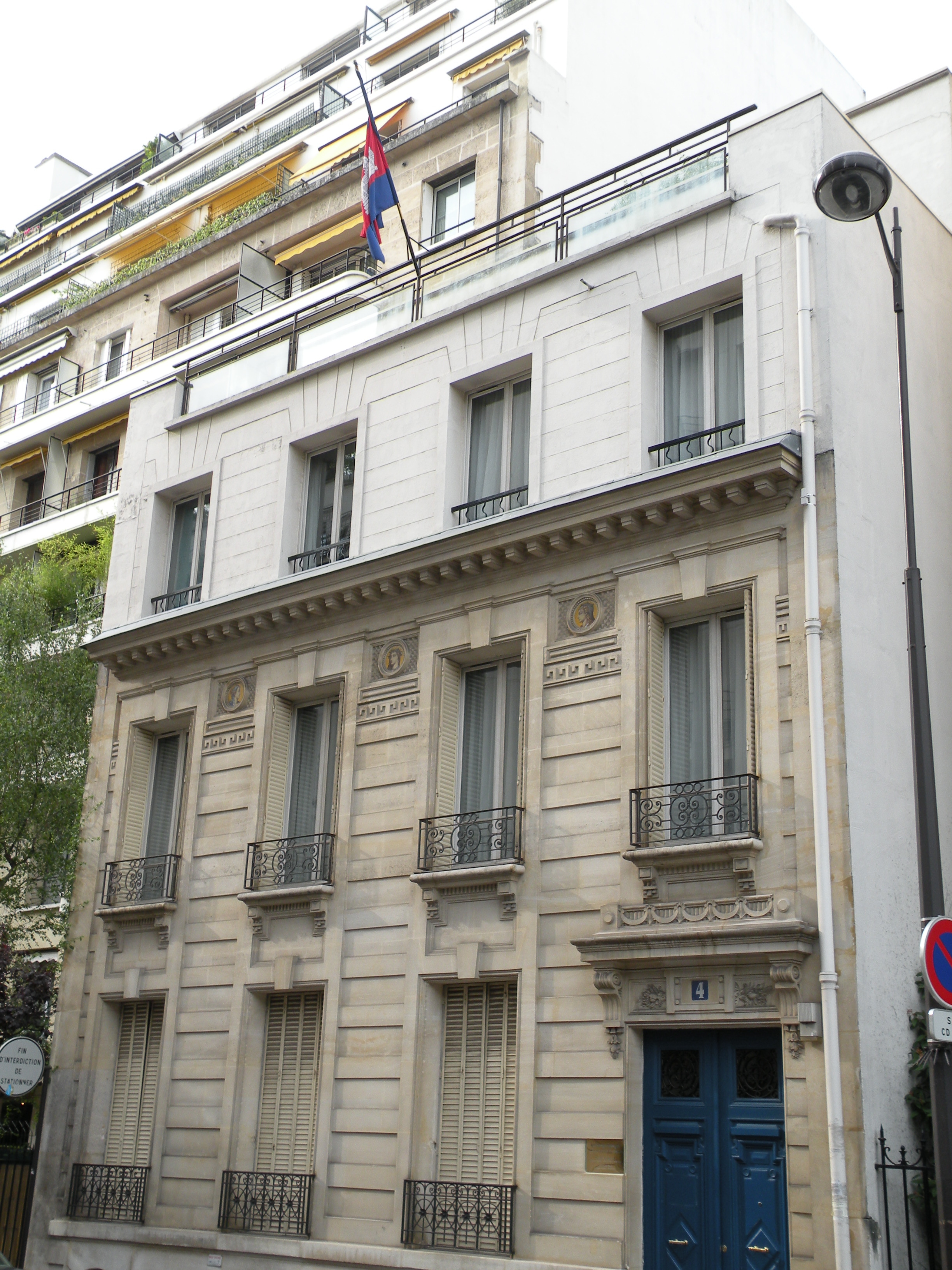
Посольство Камбоджи в Париже

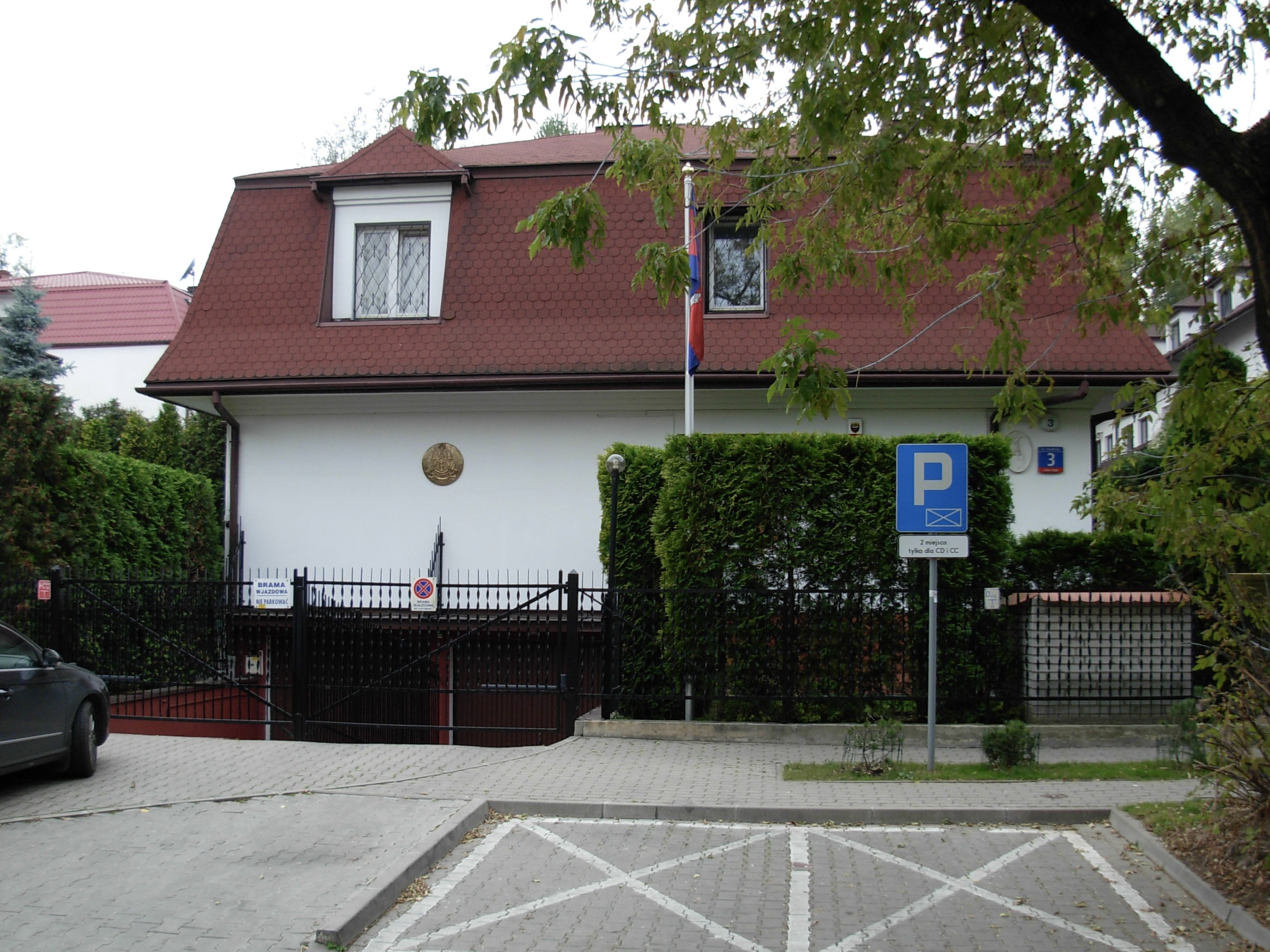
Посольство Камбоджи в Варшаве

- Бельгия
  - Брюссель (посольство)
- Великобритания
  - Лондон (посольство)
- Германия
  - Берлин (посольство)
- Польша
  - Варшава (посольство)
- Россия
  - Москва (посольство)
- Франция
  - Париж (посольство)

## Азия
- Бруней
  - Бандар-Сери-Бегаван (посольство)
- Вьетнам
  - Ханой (посольство)
  - Хошимин (генеральное консульство)
- Индия
  - Нью-Дели (посольство)
- Индонезия
  - Джакарта (посольство)
- Китай
  - Пекин (посольство)
  - Чунцин (генеральное консульство)
  - Гуанчжоу (генеральное консульство)
  - Гонконг (генеральное консульство)
  - Шанхай (генеральное консульство)
- КНДР
  - Пхеньян (посольство)
- Республика Корея
  - Сеул (посольство)
- Лаос
  - Вьентьян (посольство)
- Малайзия
  - Куала-Лумпур (посольство)
- Мьянма
  - Янгон (посольство)
- Сингапур
  - Сингапур (посольство)
- Таиланд
  - Бангкок (посольство)
  - Араньяпратхет (генеральное консульство)
- Филиппины
  - Манила (посольство)
- Япония
  - Токио (посольство)

## Америка
- Куба
  - Гавана (посольство)
- США
  - Вашингтон (посольство)

## Океания
- Австралия
  - Канберра (посольство)

## Международные организации
- Брюссель (представительство при ЕС)
- Женева (постоянное представительство при ООН и других международных организациях)
- Нью-Йорк (постоянное представительство при ООН)
- Париж (делегация при ЮНЕСКО)